# Emissioni Diesel

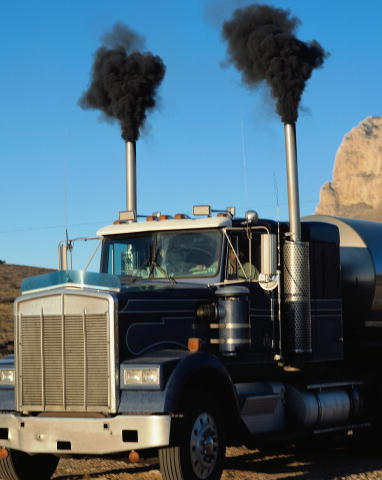
Trattore stradale del ventesimo secolo che emetteva gas di scarico fuligginosi alla partenza

L'espressione emissioni Diesel indica le emissioni che sono prodotte dai motori Diesel.
Nei motori Diesel a differenza dei motori Otto (motori ad accensione comandata), inizialmente la potenza veniva direttamente controllata dall'alimentazione del carburante, anziché controllata dall'alimentazione dell'aria; successivamente con l'inasprimento delle normative sull'inquinamento venne regolata anche la portata d'aria per rientrare nei limiti.

## Differenze rispetto alle emissioni dei motori a benzina
Limiti di emissione europei per le automobili (Categoria M*), g/km
| Livello | Data           | CO          | THC  | NMHC  | NOx   | HC+NOx      | PM          | PN [#/km] |
| --- | -------------- | ----------- | ---- | ----- | ----- | ----------- | ----------- | --------- |
| Diesel (Gasolio) |                |             |      |       |       |             |             |           |
| Euro 1 | Luglio 1992    | 2.72 (3.16) | -    | -     | -     | 0.97 (1.13) | 0.14 (0.18) | -         |
| Euro 2 | Gennaio 1996   | 1.0         | -    | -     | -     | 0.7         | 0.08        | -         |
| Euro 3 | Gennaio 2000   | 0.66        | -    | -     | 0.50  | 0.56        | 0.05        | -         |
| Euro 4 | Gennaio 2005   | 0.50        | -    | -     | 0.25  | 0.30        | 0.025       | -         |
| Euro 5a | Settembre 2009 | 0.50        | -    | -     | 0.180 | 0.230       | 0.005       | -         |
| Euro 5b | Settembre 2011 | 0.50        | -    | -     | 0.180 | 0.230       | 0.005       | 6×1011    |
| Euro 6 | Settembre 2014 | 0.50        | -    | -     | 0.080 | 0.170       | 0.005       | 6×1011    |
| Benzina |                |             |      |       |       |             |             |           |
| Euro 1 | Luglio 1992    | 2.72 (3.16) | -    | -     | -     | 0.97 (1.13) | -           | -         |
| Euro 2 | Gennaio 1996   | 2.2         | -    | -     | -     | 0.5         | -           | -         |
| Euro 3 | Gennaio 2000   | 2.3         | 0.20 | -     | 0.15  | -           | -           | -         |
| Euro 4 | Gennaio 2005   | 1.0         | 0.10 | -     | 0.08  | -           | -           | -         |
| Euro 5 | Settembre 2009 | 1.0         | 0.10 | 0.068 | 0.060 | -           | 0.005**     | -         |
| Euro 6 | Settembre 2014 | 1.0         | 0.10 | 0.068 | 0.060 | -           | 0.005**     | 6×1011*** |
| * Prima dell'avvento dell'Euro 5, i veicoli per passeggeri > 2500 kg erano considerati come veicoli commerciali leggeri N1-I ** Si applica solamente a veicoli con motori a iniezione diretta *** 6×1012/km a tre anni dall'introduzione dell'Euro 6 † I valori tra parentesi sono limiti di conformità di prodotto. |                |             |      |       |       |             |             |           |

## Effetti sulla salute
In relazione alla loro pericolosità per la salute, l'OMS inizialmente sospettava un loro effetto cancerogeno, mentre dal 2012 confermò tale sospetto e dichiara accertata la correlazione tra tali gas ed il cancro grazie al lavoro del "Centro internazionale di Ricerca sul Cancro", le emissioni Diesel sono passate così dal Gruppo 2 (nel 1988 sono stati classificati come potenziali cancerogeni), ossia delle sostanze probabilmente cancerogene per l'uomo, ad essere riclassificate nel Gruppo 1, ossia "cancerogeni accertati per l'uomo", in particolare per il contenuto di benzopirene, prodotto tuttavia anche dai motori a benzina, dalle sigarette e da stufe e camini.